# Mycodrosophila atrithorax
Mycodrosophila atrithorax är en tvåvingeart som beskrevs av Toyohi Okada 1968. Mycodrosophila atrithorax ingår i släktet Mycodrosophila och familjen daggflugor. Inga underarter finns listade i Catalogue of Life.